# Jüri
Jüri (autrefois en allemand: Jürgens) est un bourg de la commune de Rae du comté de Harju en Estonie .
Au 31 décembre 2011, il compte 3639 habitants.